# Vision (generel)
 For alternative betydninger, se Vision. (Se også artikler, som begynder med Vision)
En vision i et ønske om at forandre noget fra sin nuværende situation til en given fremtidig situation. Det vil sige, at en vision fx indeholder en ønskelig beskrivelse af fremtiden.
En vision handler dermed om det mål, som man gerne vil opnå. Visionen behøver ikke at være realistisk i den forstand, at den beskriver noget, der med sikkerhed kan opnås.
En god måde at beskrive en vision på er, at den er uden for rækkevidde, men inden for synsvidde. En vision er altså en rimelig klar beskrevet fremtidig tilstand, som det kræver en væsentlig indsats for at opnå.
| Psi | Spire Denne artikel om psykologi er en spire som bør udbygges. Du er velkommen til at hjælpe Wikipedia ved at udvide den. |